# جائزة ألبرت لاسكر للأبحاث الطبية الأساسية
جائزة ألبرت لاسكر للأبحاث الطبية الأساسية (بالإنجليزية: The Albert Lasker Award for Basic Medical Research)‏ هي إحدى الجوائز التي تمنحها مؤسسة لاسكر تقديراً للأبحاث التي تسعى لفهم وتشخيص الأمراض والوقاية منها وعلاجها. كثيراً ما يحصل العالم بعد هذه الجائزة على جائزة نوبل في الطب. نصف من حصلوا على جائزة لاسكر تقريباً حصلوا فيما بعد على جائزة نوبل في الطب.

## قائمة الحاصلين على جائزة ألبرت لاسكر للأبحاث الطبية الأساسية
- 1946 ـ كارل فرديناند كوري
- 1947 ـ أوزوالد آفري، توماس فرانسيس، هومر سميث
- 1948 ـ فنسانت دو فينيو، سلمان واكسمان، رينيه دوبو
- 1949 ـ أندريه كورنان، وليم تيليت، ل. رويال كريستنسن
- 1950 ـ جورج بيدل
- 1951 ـ كارل فريدريش ماير
- 1952 ـ السير فرانك ماكفارلين بيرنت
- 1953 ـ هانس كريبس، مايكل هايدلبرغر، جورج والد
- 1954 ـ إدوين ب. أستوود، جون فرانكلين إندرز، ألبرت ناجيرابولت
- 1955 ـ كارل بول لينك، كارل ويغرز
- 1956 ـ كارل فريدريش ماير، فرانسيس شميت
- 1957 ـ إيزاك ستار
- 1958 ـ بيتون روس، ثيودور بك، ألفرد هيرشي، غيرهارد شرام، هاينز فرينكل-كونرات، إرفين هـ. بيج
- 1959 ـ ألبرت كونز، جول فرويند
- 1960 ـ موريس ويلكنز، فرنسيس كريك، جيمس واتسون، جيمس نيل، ليونيل بنروز، إرنست روسكا، جيمس هيليير.
- 1962 ـ تشوه هاو لي
- 1963 ـ ليمان كريغ
- 1964 ـ ريناتو دولبيكو، هاري روبين
- 1965 ـ روبرت هولي
- 1966 ـ جورج بالاد
- 1967 ـ برنارد برودي
- 1968 ـ مارشال نيرنبرغ، هار غوبند خورانا، وليم ويندل
- 1969 ـ روبرت ميريفيلد
- 1970 ـ إيرل سوثرلند
- 1971 ـ سيمور بنزر، سيدني برانر، تشارلز يانوفسكي
- 1974 ـ لودفيك غروس، هوارد سكيبر، سول سبيغلمان، هوارد تيمن
- 1975 ـ روجه غيومين، أندرو سكالي، فرانك ديكسون، هنري كنكل
- 1976 ـ روزالين يالو
- 1977 ـ سوني برغستروم، بنغت صمويلسون، جون روبرت فين
- 1978 ـ هانس كوسترليتز، جون هيوز، سولومون سنايدر
- 1979 ـ ولتر غيلبرت، فردريك سانغر، روجر سبيري
- 1980 ـ بول برغ، هربرت بوير، ستانلي كوهن، أ. ديل كايزر
- 1981 ـ باربرا مكلنتوك
- 1982 ـ جون مايكل بيشوب، ريموند إريكسون، هيديسابورو هانافوسا، هارولد فرموس، روبرت غالو
- 1983 ـ إريك كاندل، فيرنون ماونتكاسل
- 1984 ـ مايكل بوتر، جورج كوهلر، سيزار ميلشتاين
- 1985 ـ مايكل ستيوارت براون، جوزف غولدشتاين
- 1986 ـ ريتا ليفي مونتالشيني، ستانلي كوهين
- 1987 ـ ليروي هود، فيليب ليدر، سوسومو تونيغاوا
- 1988 ـ توماس تشيك، فيليب شارب
- 1989 ـ مايكل بيريدج، ألفريد جيلمان، إدوين كريبس، ياسوتومي نيشيزوكا
- 1991 ـ إدوارد لويس، كرستيانه نوسلاين فولهارد
- 1993 ـ غونتر بلوبل
- 1994 ـ ستانلي بروسينر
- 1995 ـ بيتر دوهرتي، جاك شترومينغر، إميل يونونوي، دون ويلي، رولف تسينكرناغل
- 1996 ـ روبرت فورشغوت، فريد مراد
- 1997 ـ مارك بتاشنه
- 1998 ـ ليلاند هارتول، يوشيو ماسوي، بول نرس
- 1999 ـ كلاي أرمسترونغ، بيرتل هيله، رودريك ماكينون
- 2000 ـ أهارون تشيخانوفير، أفرام هيرشكو، ألكسندر فارشافسكي
- 2001 ـ ماريو كابيكي، مارتن إيفانز، أوليفر سميثيز
- 2002 ـ جيمس روثمان، راندي شيكمان
- 2003 ـ روبرت رويدر
- 2004 ـ بيير شامبون، رونالد إيفانز، إلوود جينسن
- 2005 ـ إرنست ماكالوش، جيمس تل
- 2006 ـ إليزابيث بلاكبيرن، كارول غريدر، جاك زوستاك
- 2007 ـ رالف ستاينمان
- 2008 ـ فكتور أمبروس، ديفيد بولكومب، غاري روفكون
- 2009 ـ جون غوردون، شينيا ياماناكا[1]
- 2010 ـ دوغلاس كولمان، جيفري فريدمان
- 2011 ـ فرانتس-أولريش هارتل، آرثر هورويتش
- 2012 ـ مايكل شيتز، جيمس سبوديتش، رونالد فيل
- 2013 ـ ريتشارد شنيلر، توماس سودهوف[2]
- 2014 ـ كازوتوشي موري، بيتر والتر
- 2015 ـ ستيفن إليدج، إيفيلين ويتكن
- 2016 ـ ويليام ج. كيلين الأصغر، بيتر راتكليف، غريغ سيمينزا[3]
- 2017 ـ مايكل هول
- 2018 ـ ديفيد أليس ومايكل جرونستين

## صور أبرز الحاصلين على الجائزة

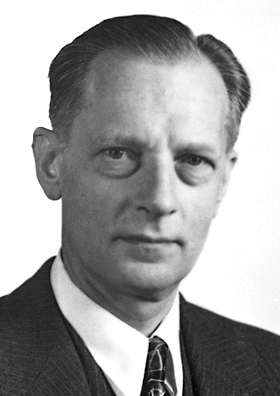
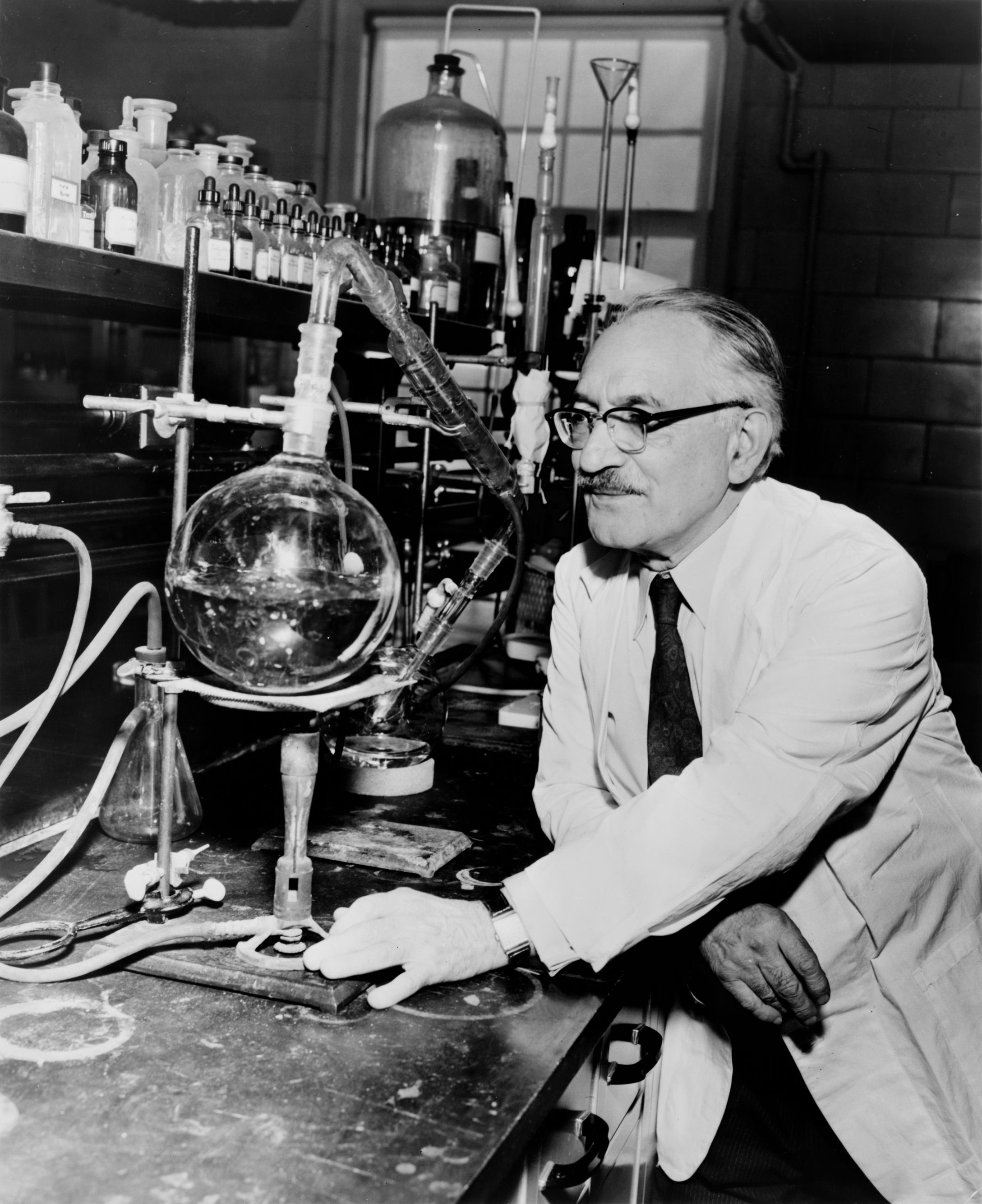
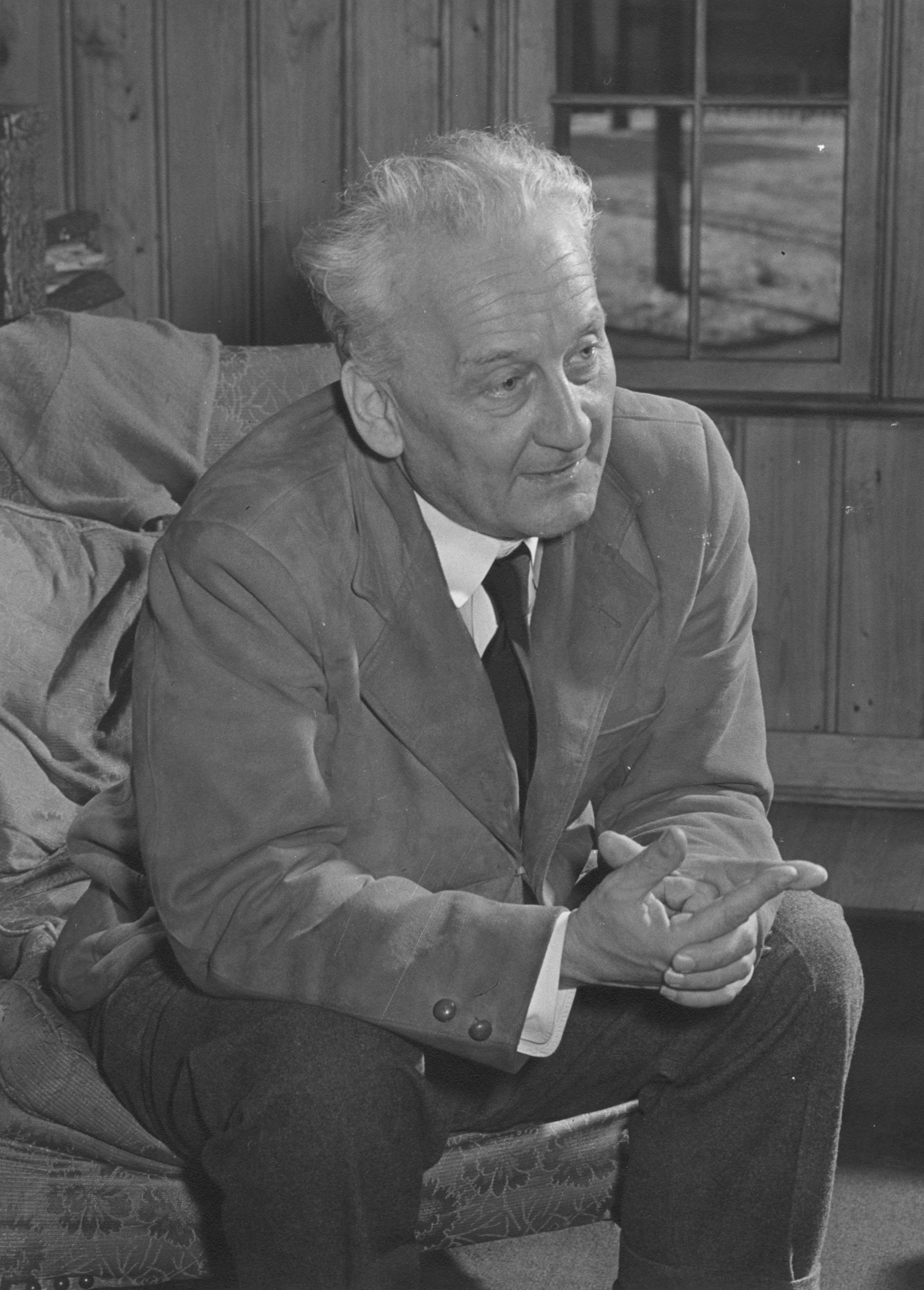
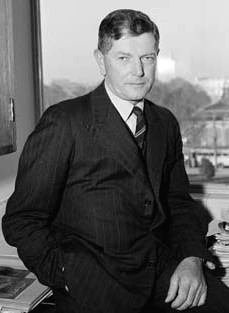
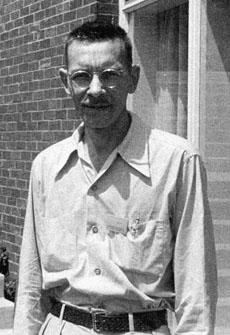
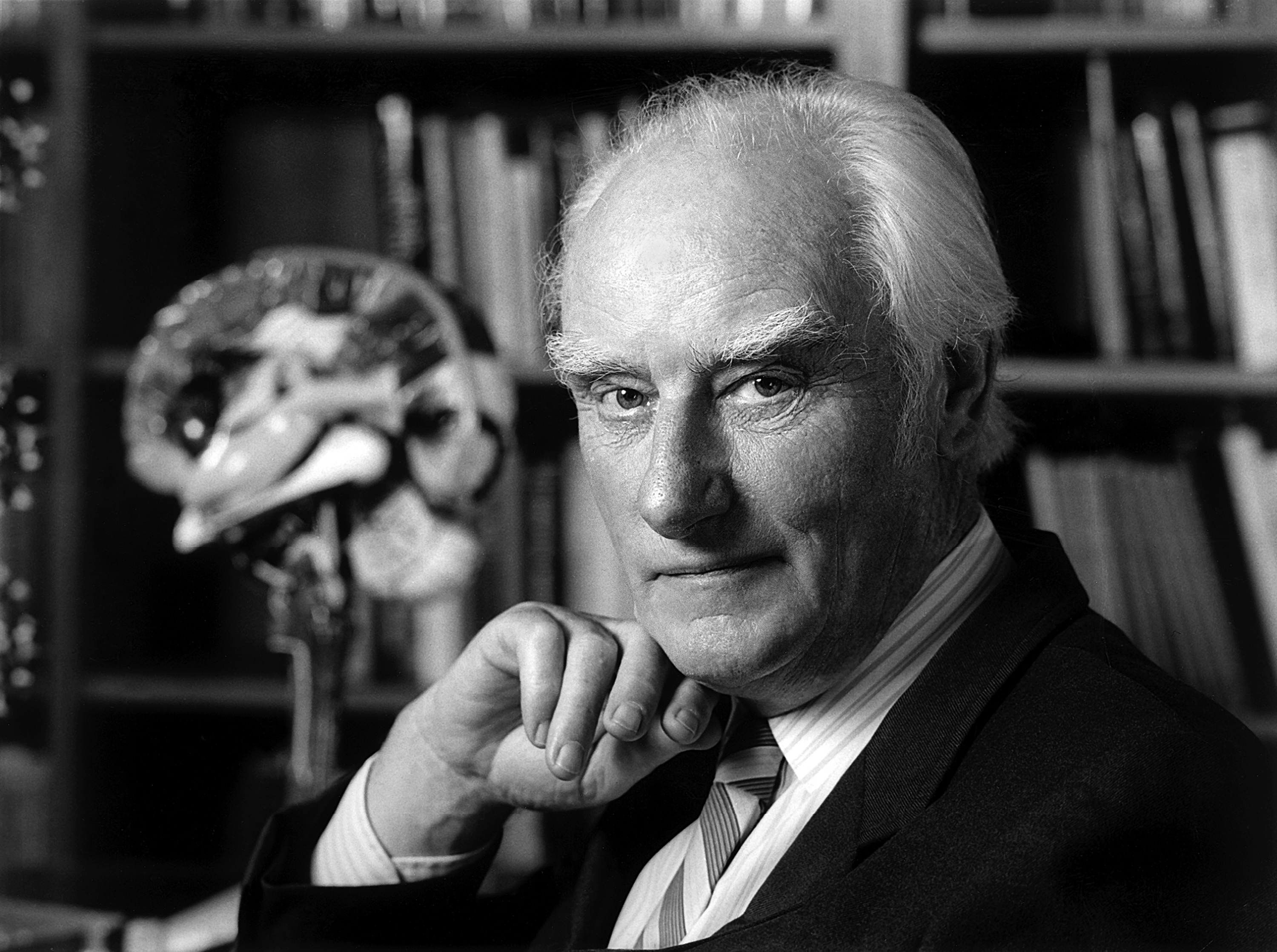
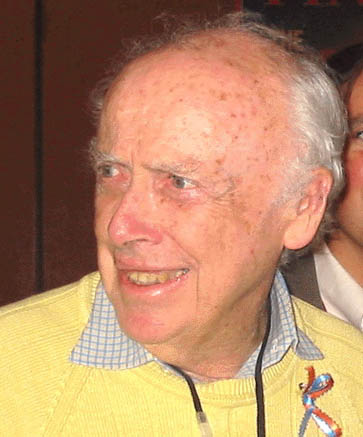
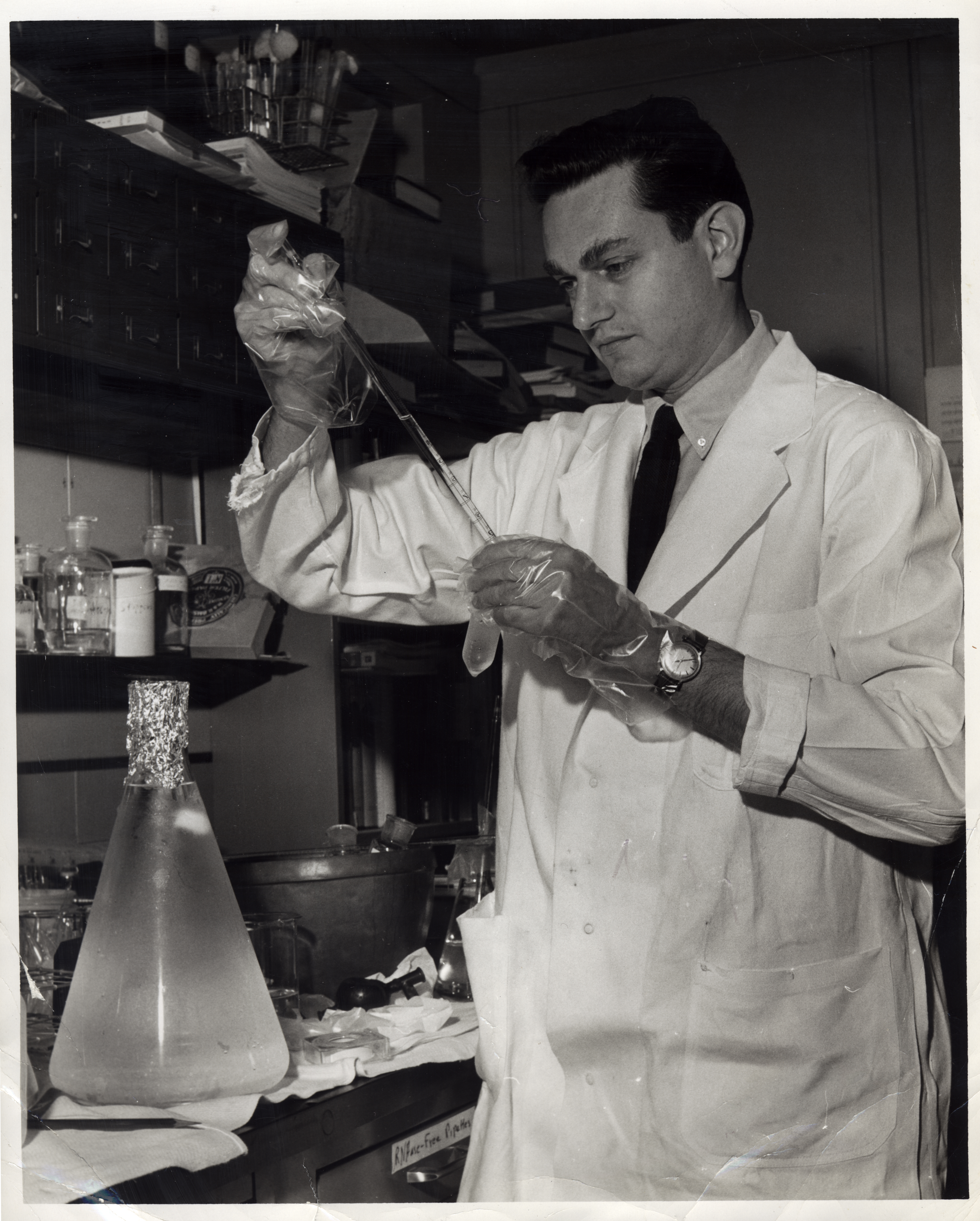
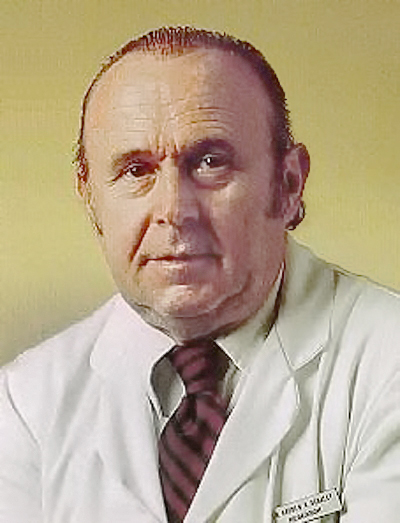
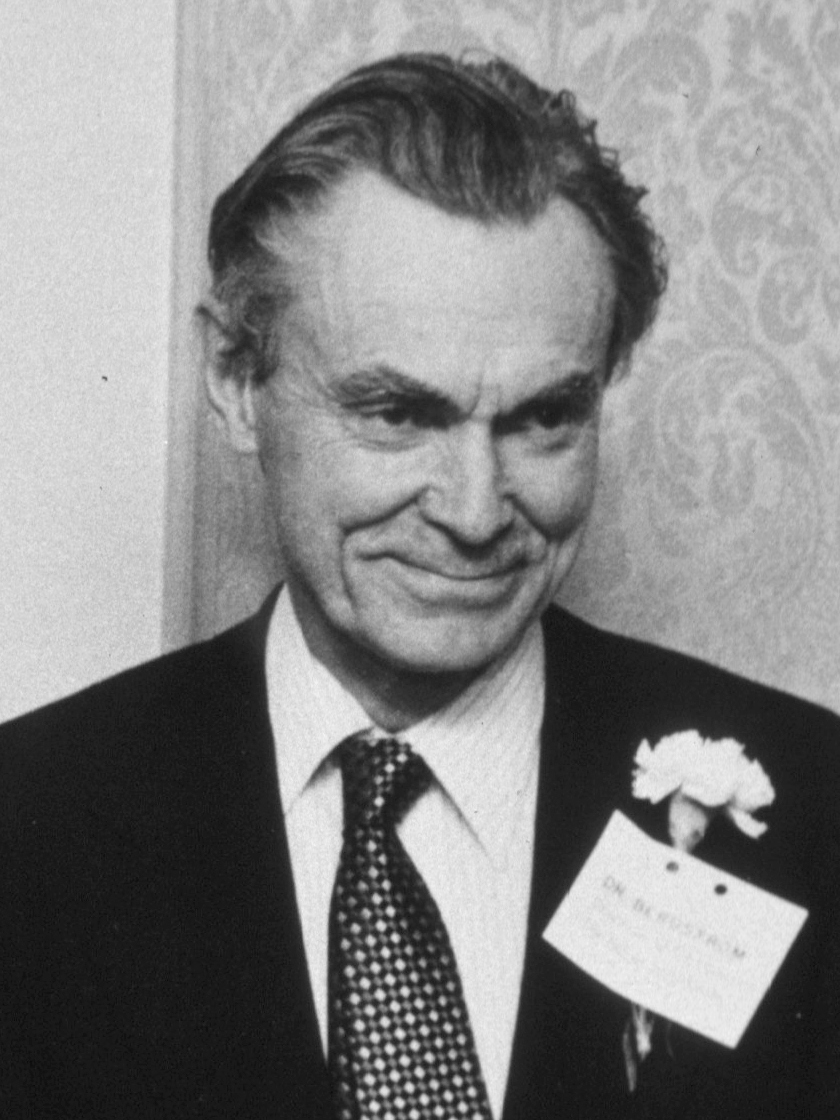
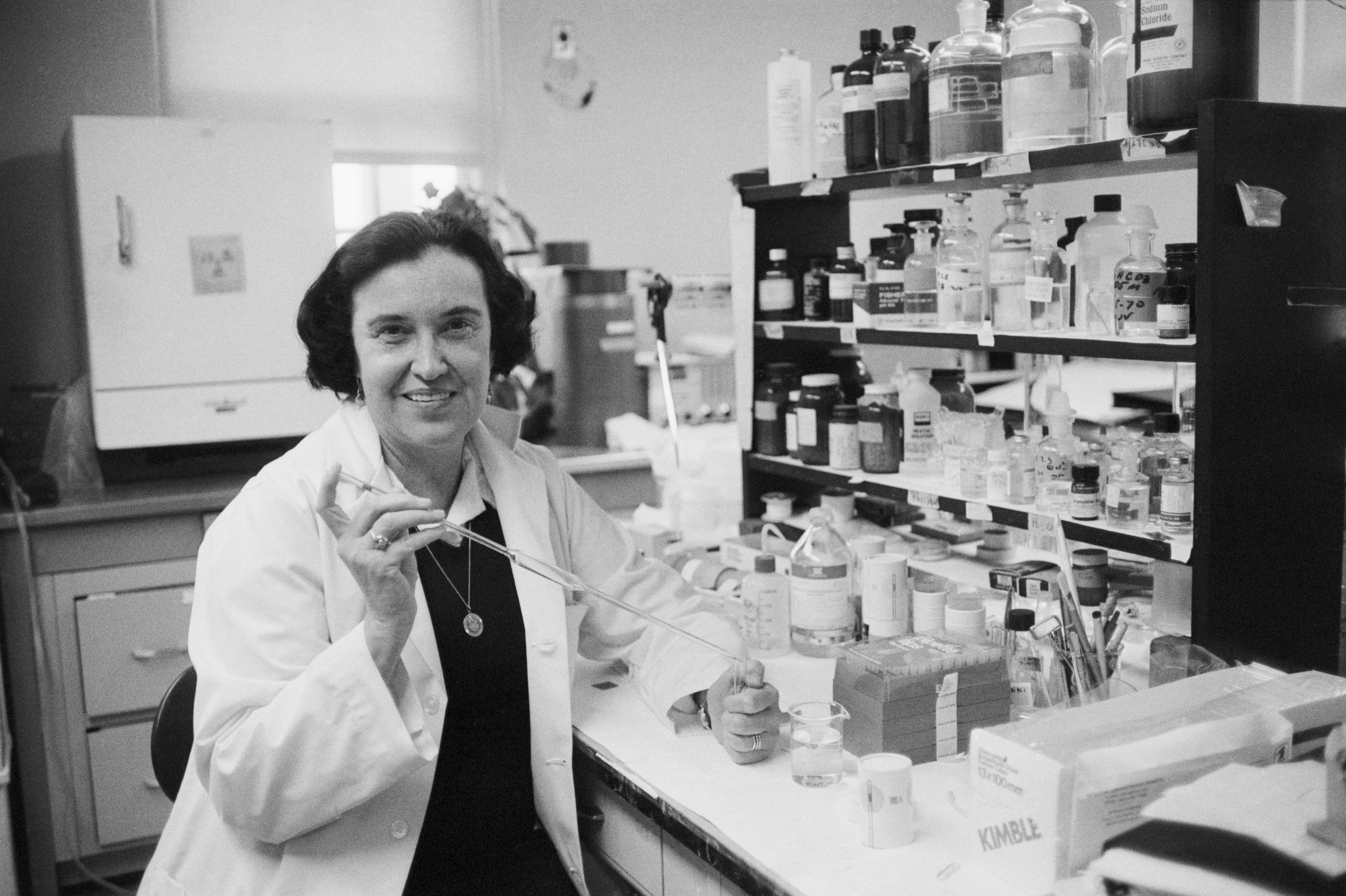
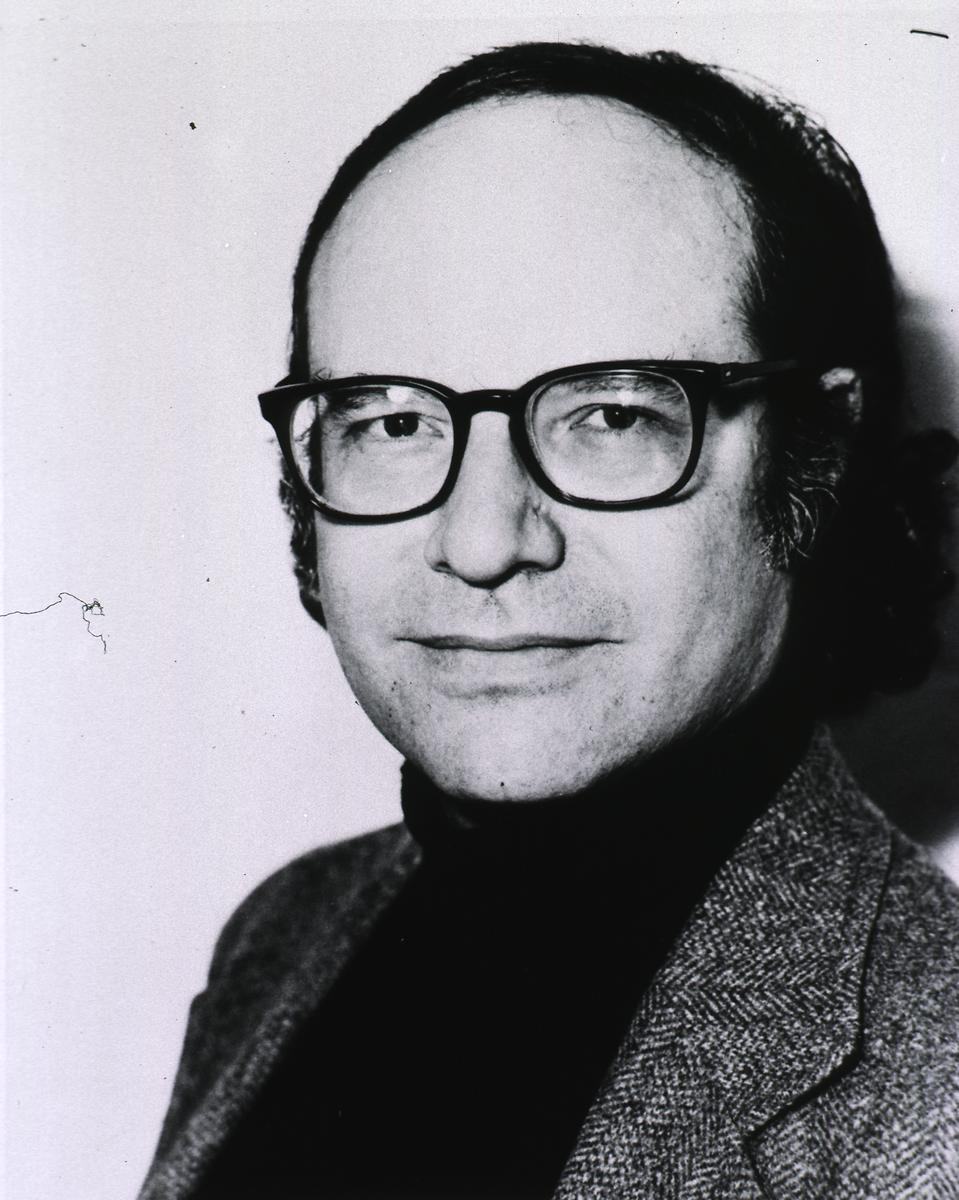
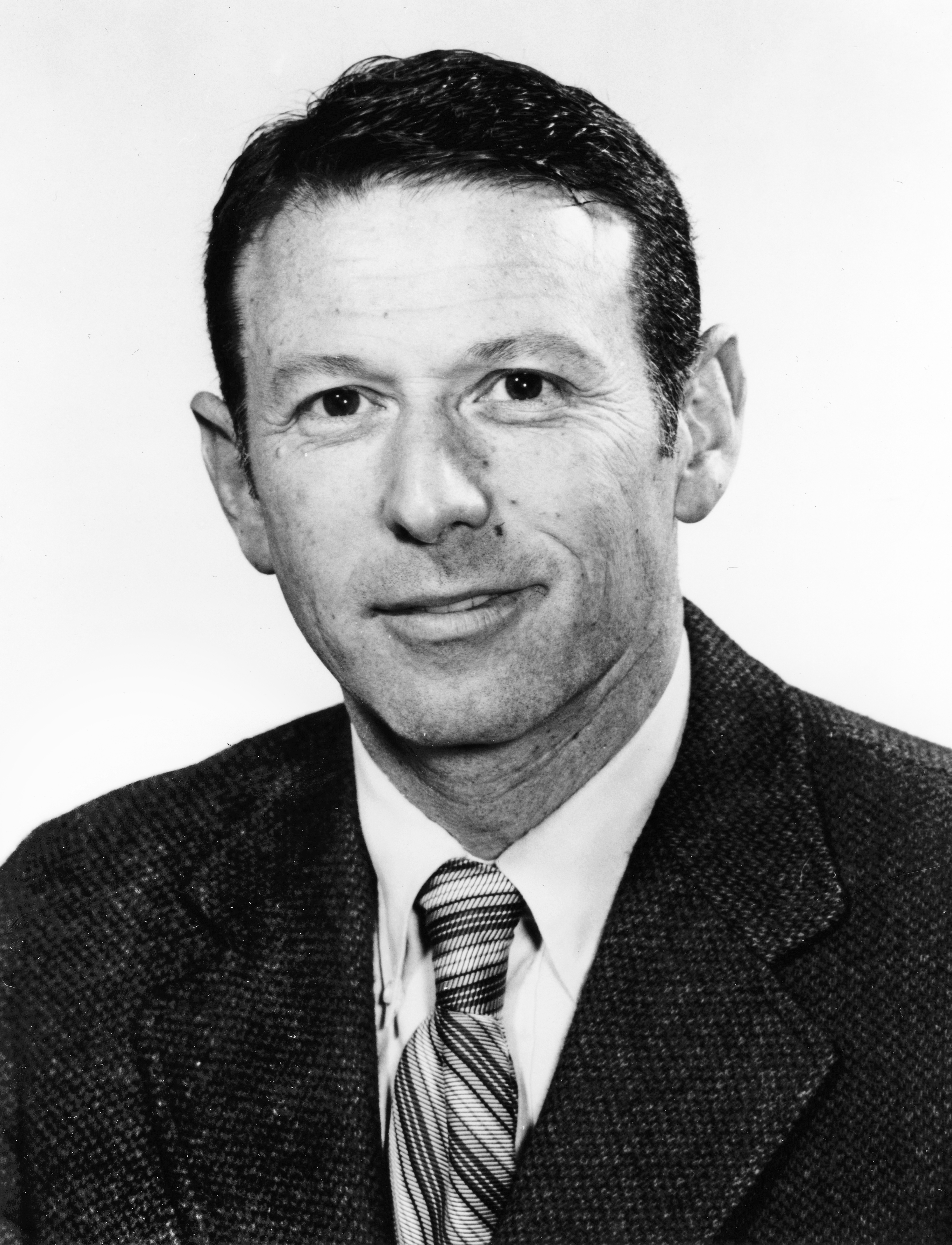
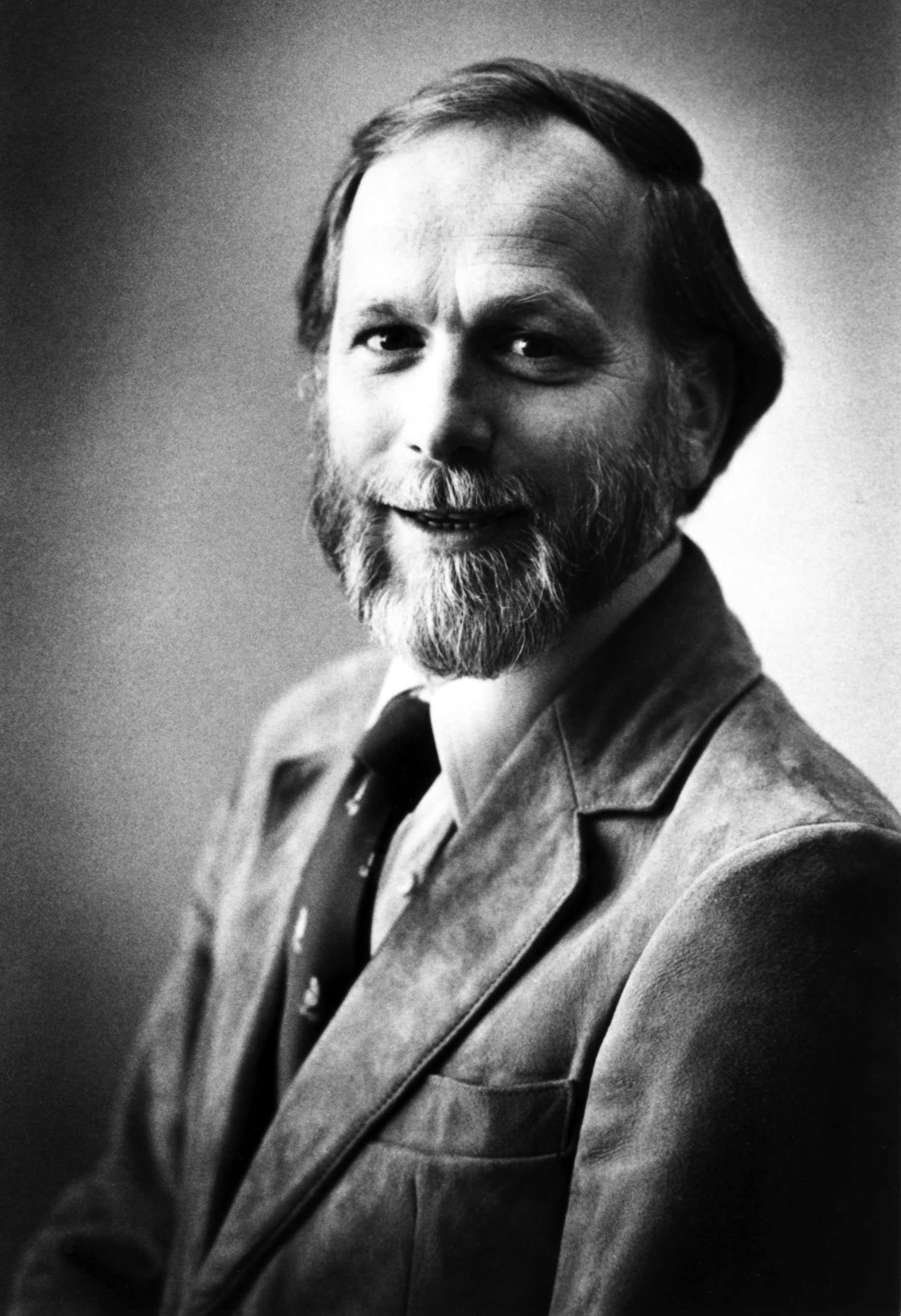
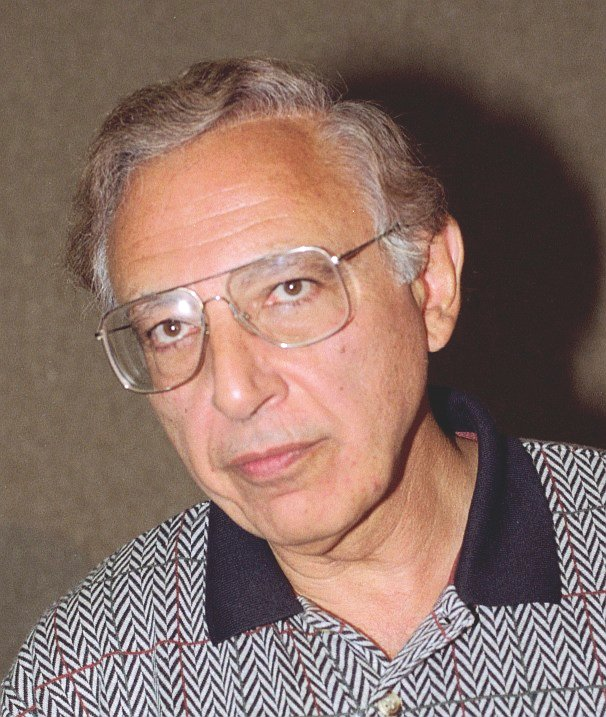
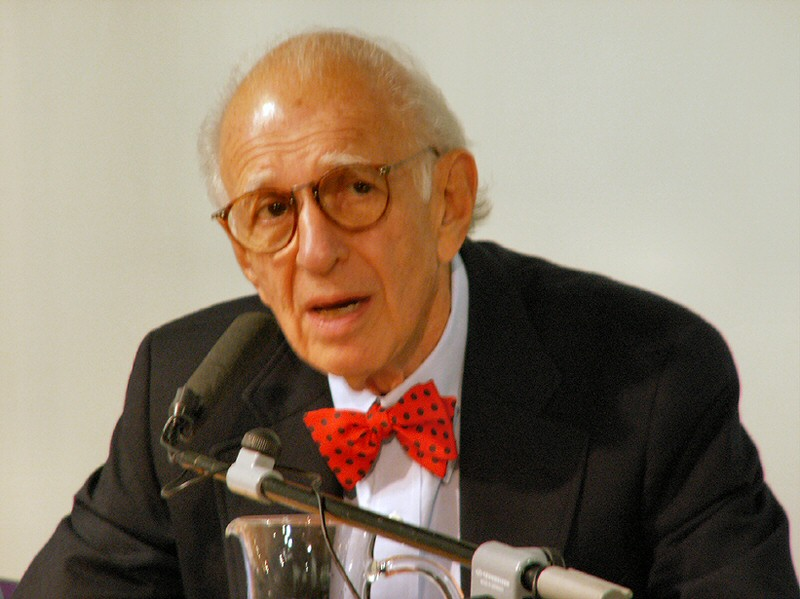
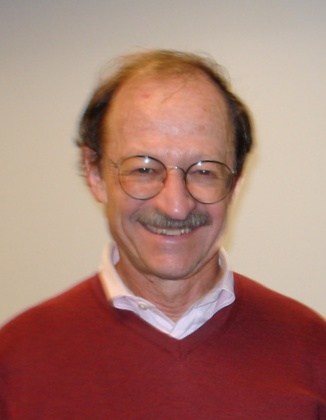
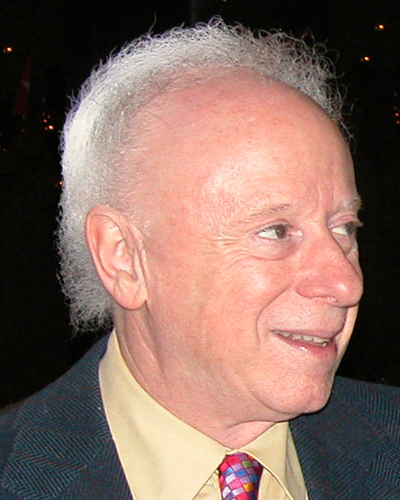
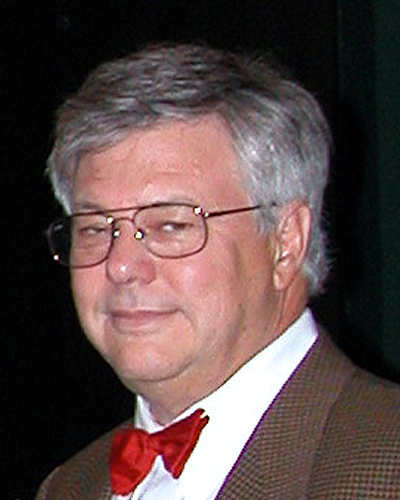
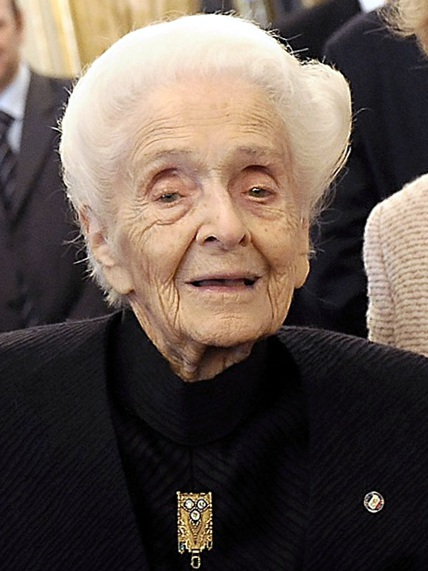
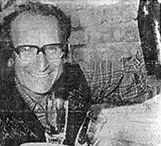
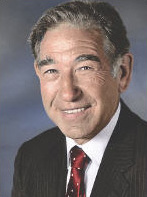
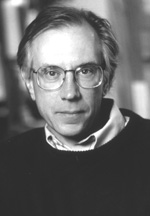
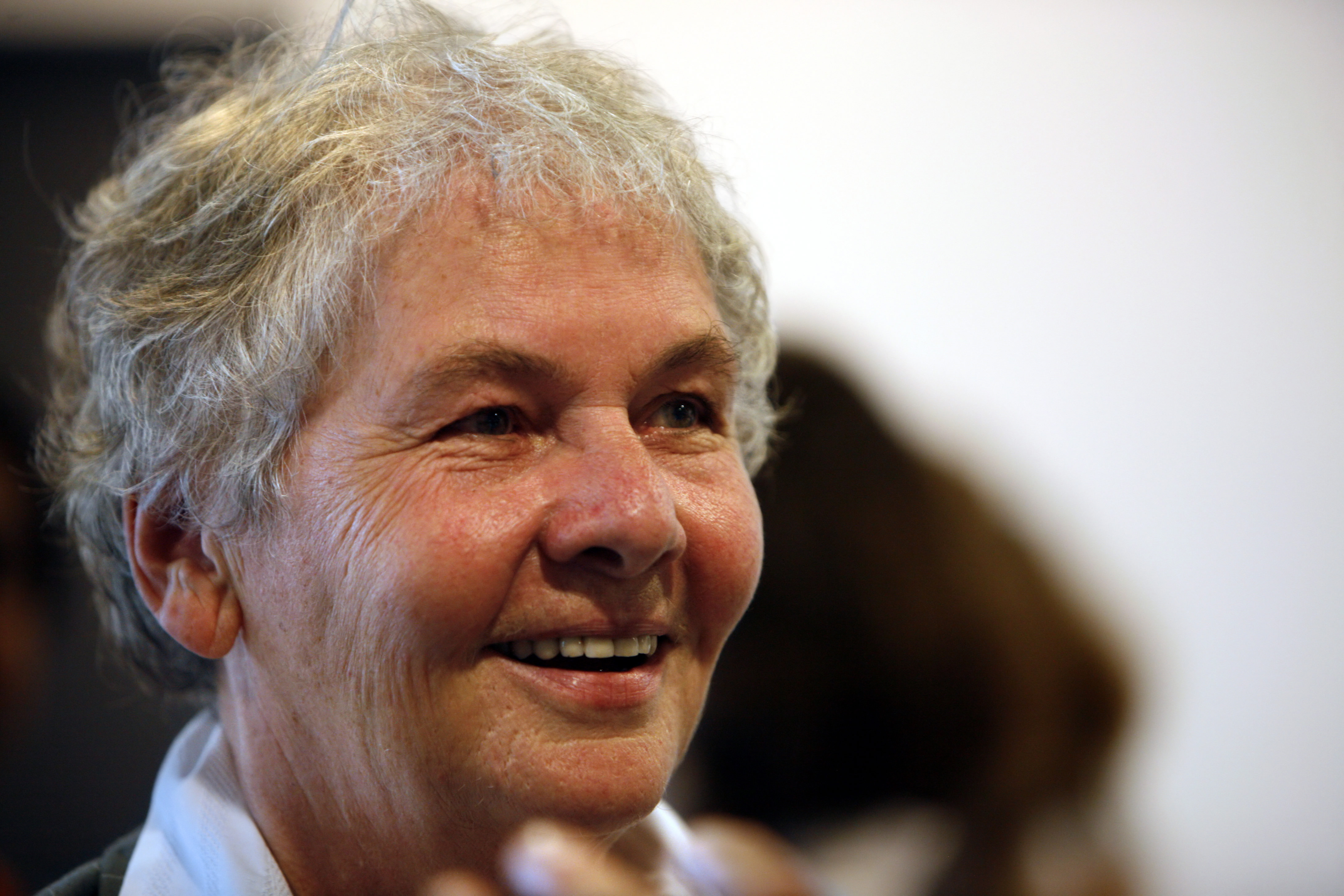
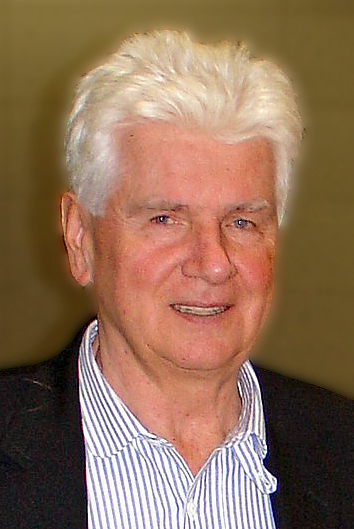
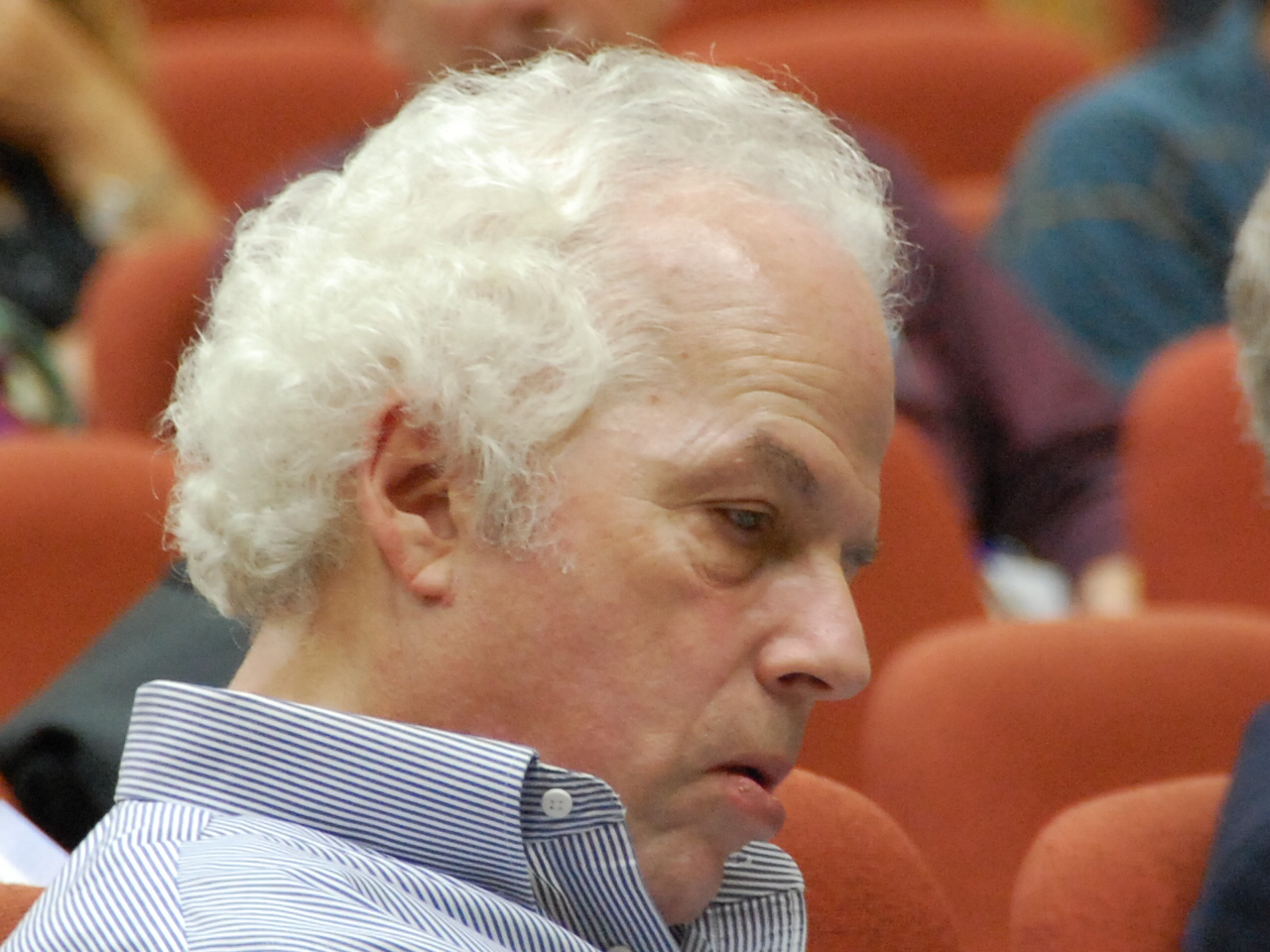
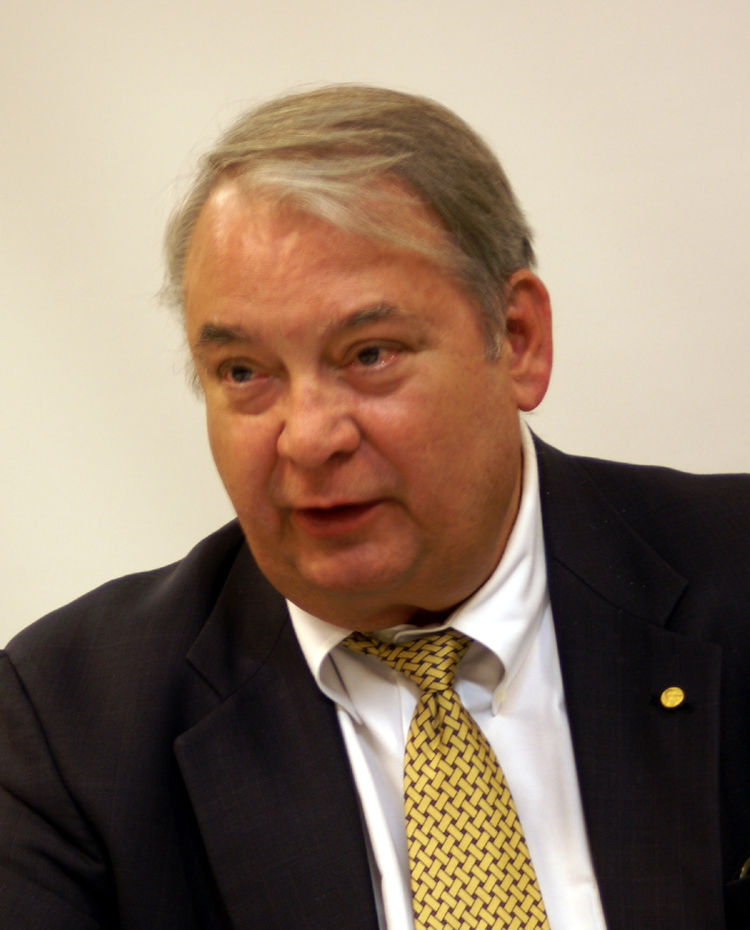
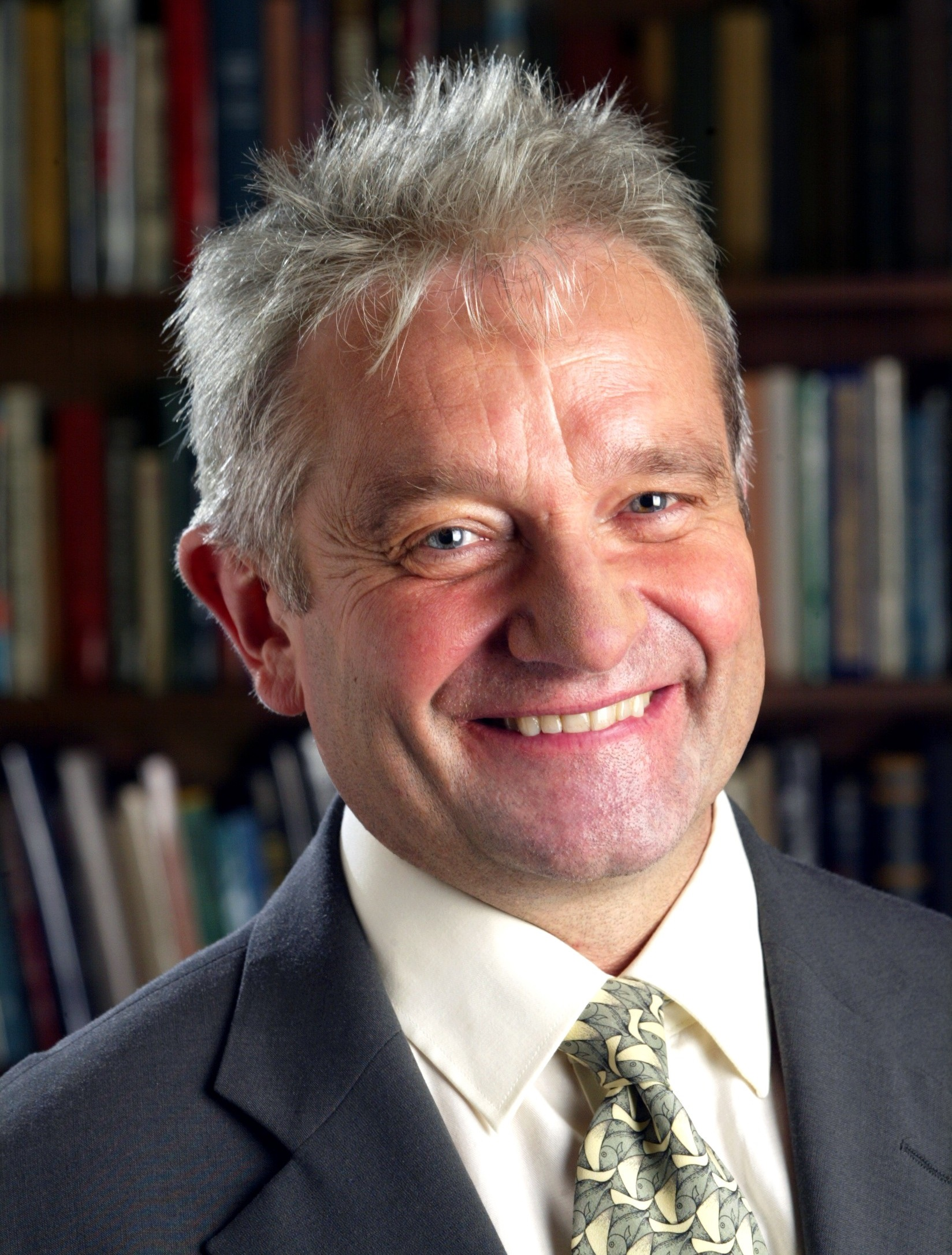
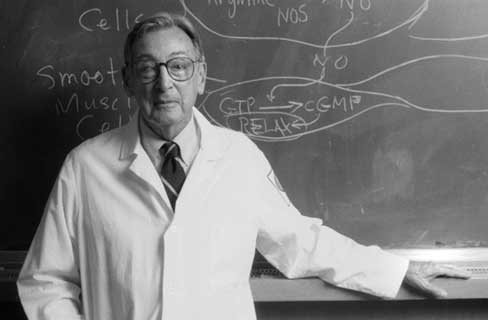
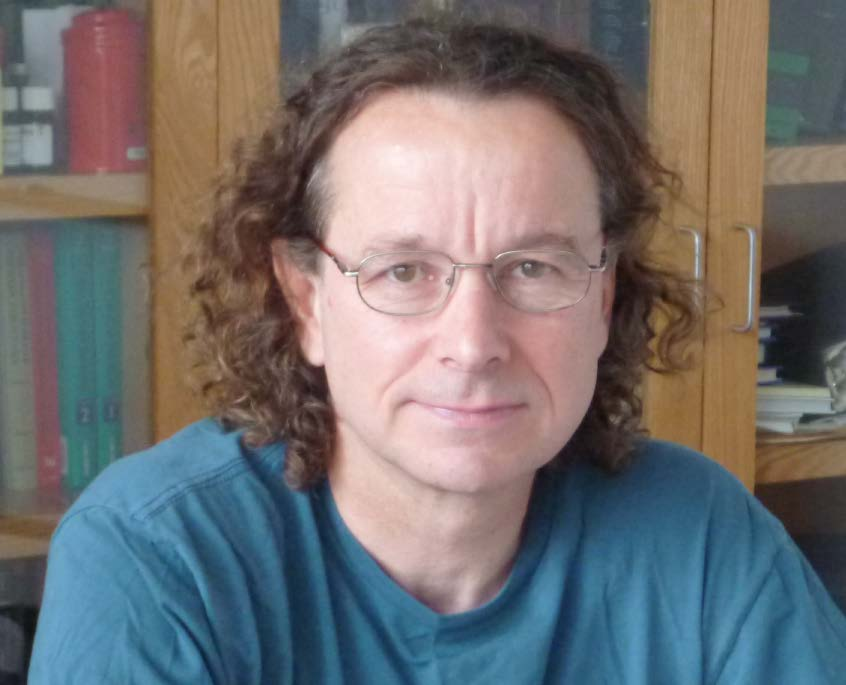
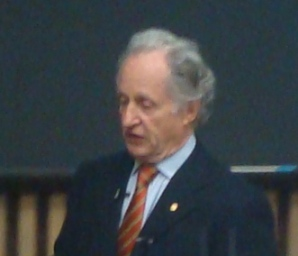
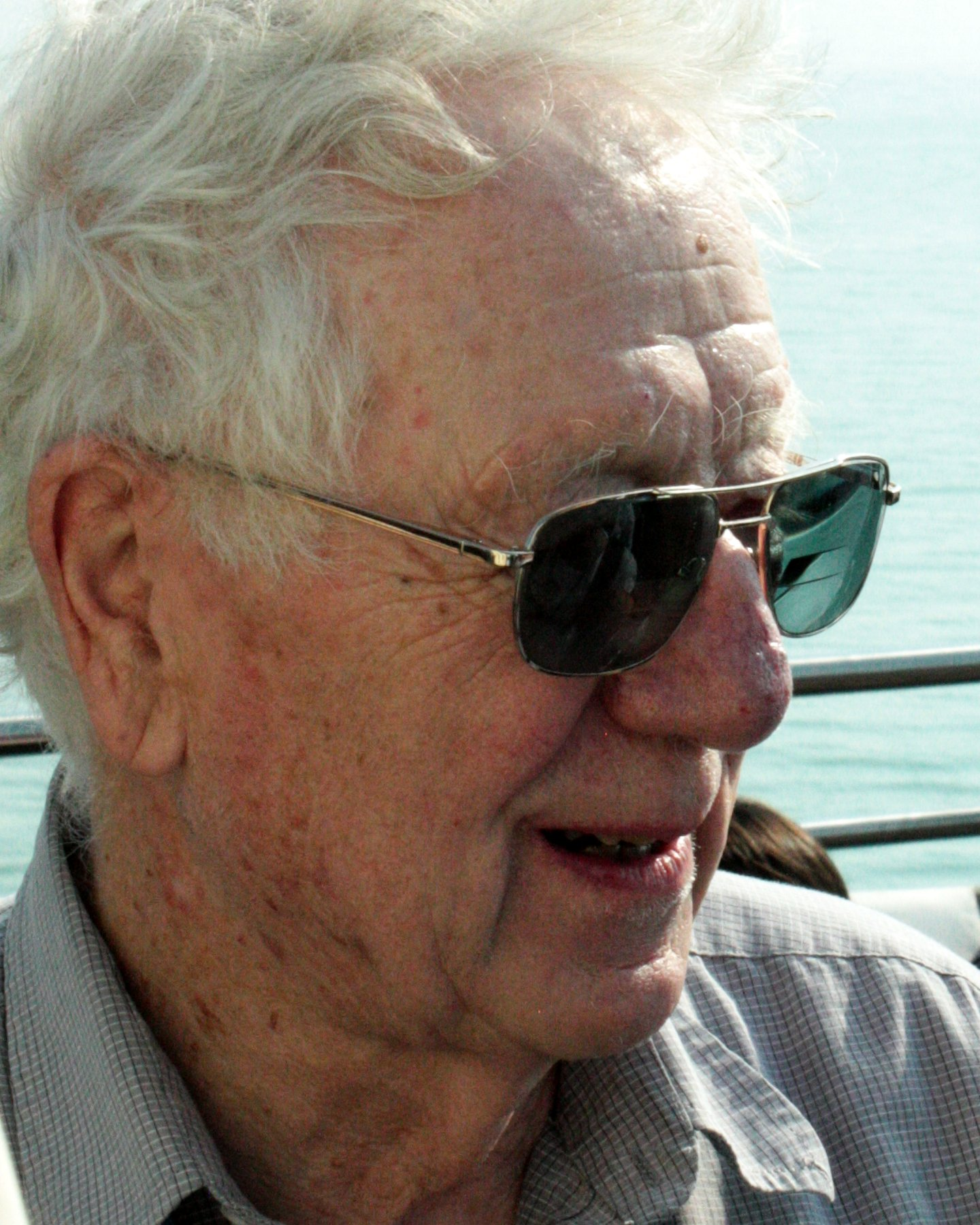
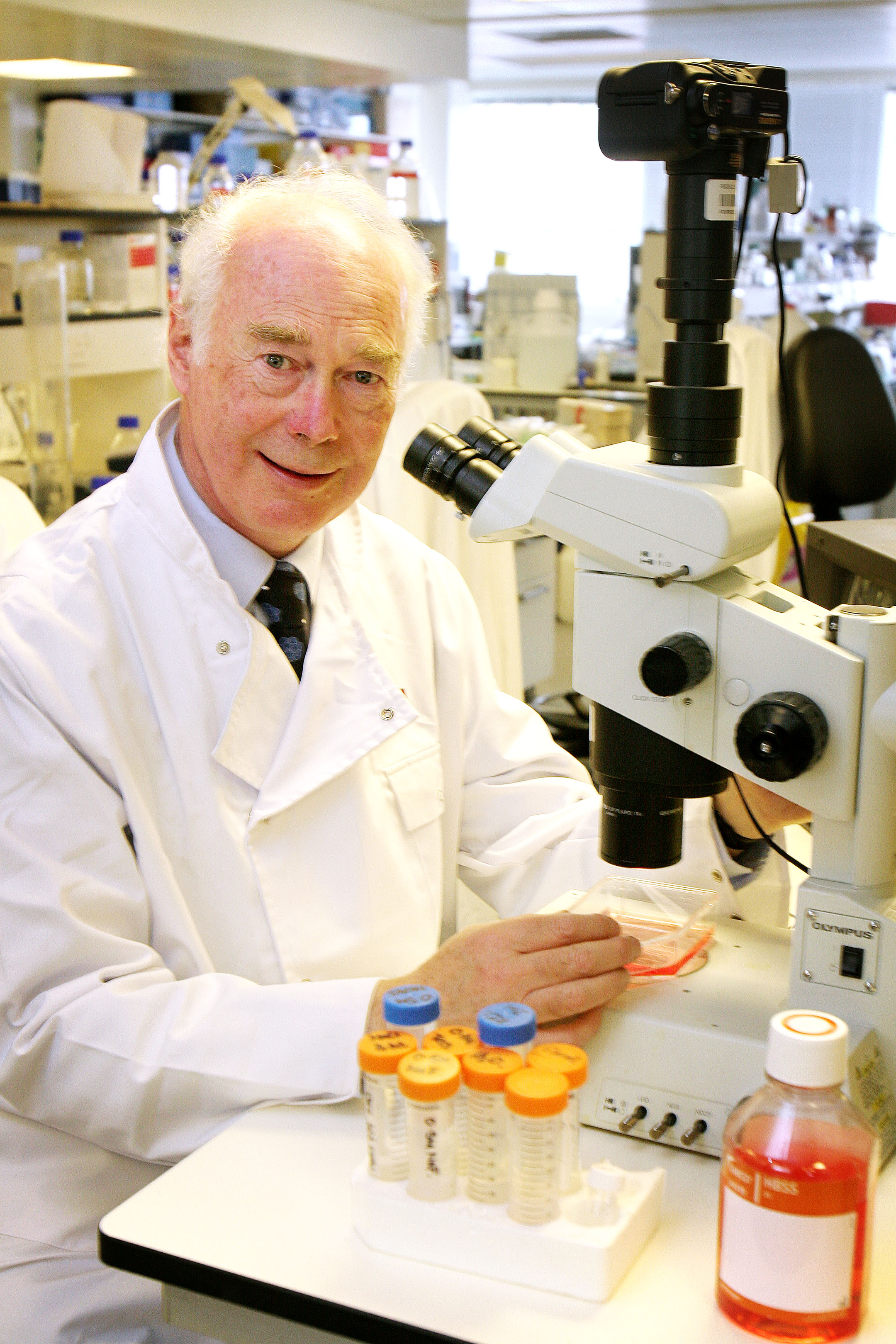
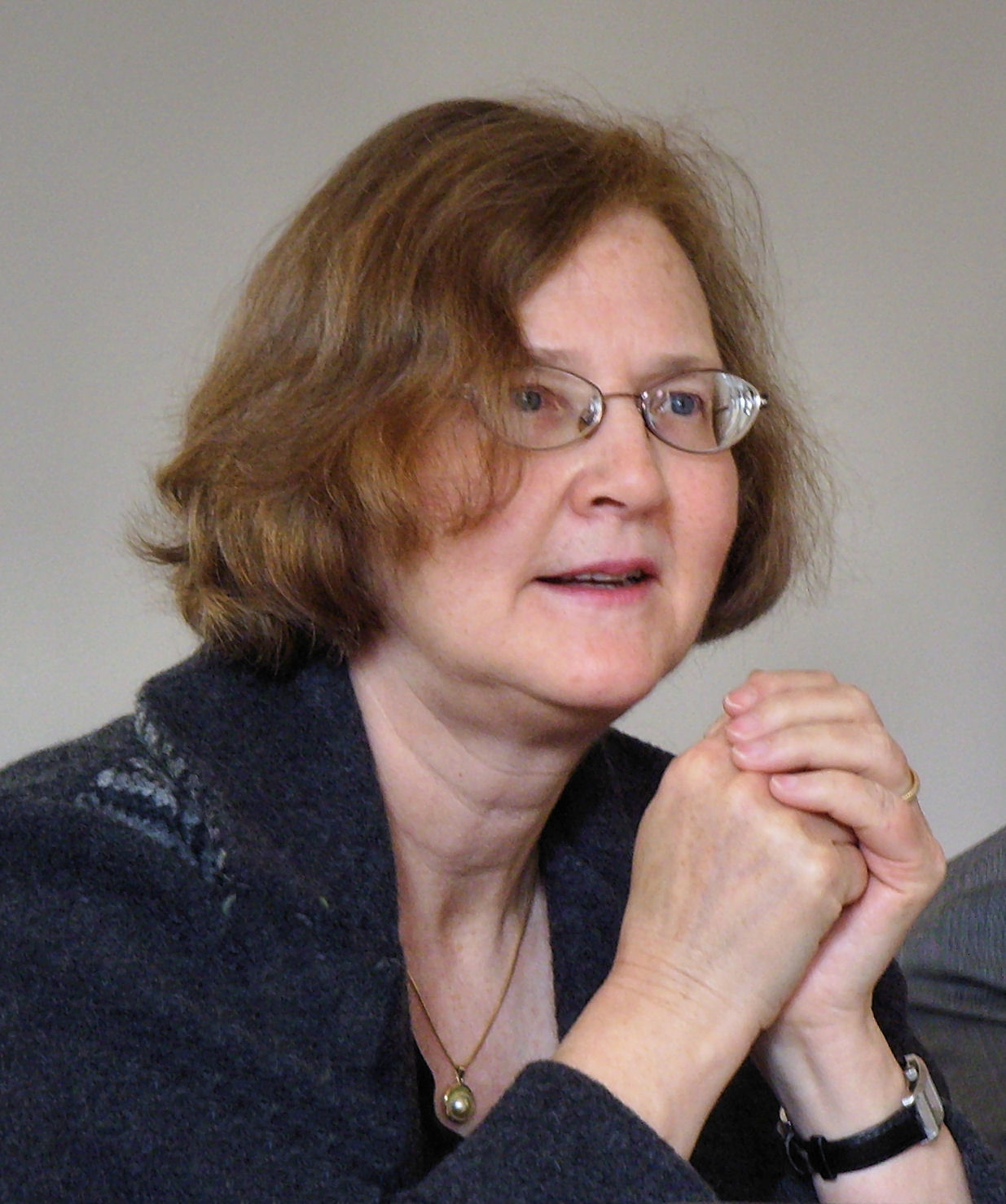
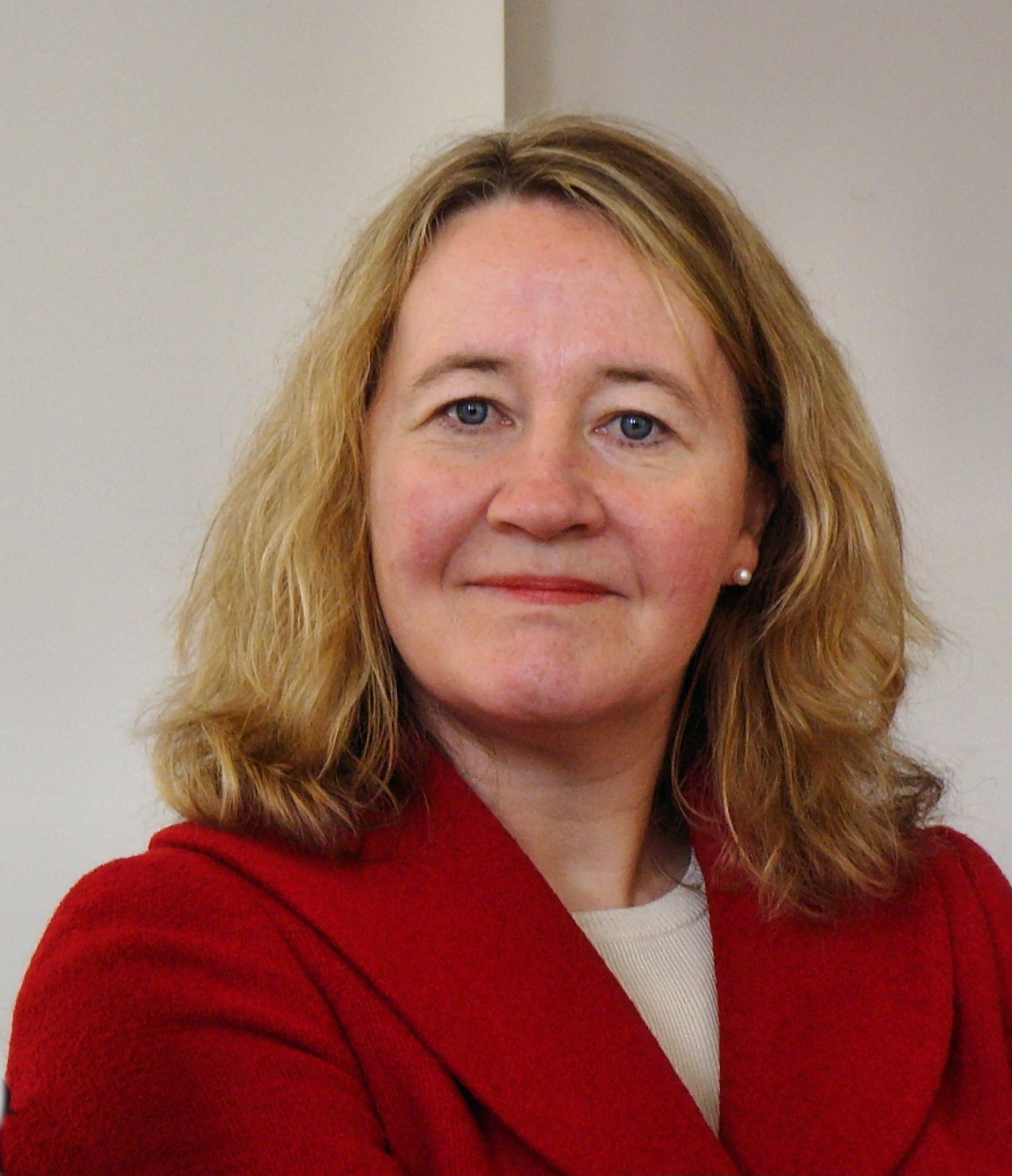
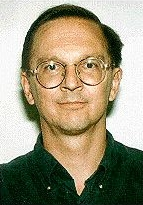